# Sinfalva
Sinfalva (románul: Cornești) falu Romániában, Kolozs megyében.

## Fekvése
A falu Tordától 9 km-re délnyugatra az Aranyos folyó jobb partján a Keresztesmező síkjának északnyugati peremén terült el. Határában ömlik a Tordai-hasadékot átszelő Hesdát-patak az Aranyosba.

## Nevének eredete
Neve a rémi magyar Simeon személynév rövidített Sen alakjából származik. A román Cornești a román corn (= somfa) főnévből való és somfalvát jelent.

## Története
1176-ban Senfalwa néven említik először. A falu a tatárjáráskor elpusztult és a hegy alatt épült fel újra. Innen származik az Alsó- és Felsősinfalva elnevezés. Árpád-kori templomát 1712-ben kijavították, majd 1774-ben az ellenreformáció idején lerombolták. Anyagából épült fel az unitárius templom, mely később a katolikusoké lett.
1910-ben 814 lakosából 602 magyar és 212 román volt. Előbb Aranyosszék Felső járásához, majd a trianoni békeszerződésig Torda-Aranyos vármegye Tordai járásához tartozott. 1992-ben 746-an lakták, 442 magyar és 301 román.

## Híres emberek
Itt született 1926-ban Barla Jenő marosvásárhelyi építész.